# IBatis
IBATIS was een opensource-framework dat tot midden 2010 onderdeel uitmaakte van de Apache-opensourcecommunity.
Het iBATIS-dataframework maakte het eenvoudiger om een database te benaderen vanuit een Java- of een .NET-programma. Het koppelde objecten met stored procedures of SQL-statements met behulp van een XML-beschrijving en het was eenvoudiger in gebruik dan zogenaamde object relational mapping-tools, zoals Hibernate.